# Córdoba Durchmusterung
Le Córdoba Durchmusterung (noté CoD ou CD) est un catalogue d'étoiles établi à l'observatoire de Córdoba, entre 1892 et 1914. Il fut proposé par John M. Thome.
Il recense les étoiles de l'hémisphère sud, soit à peu près 578 000, entre -22 et -90° de déclinaison. Ce catalogue vient compléter le Bonner Durchmusterung.
Les noms d'étoiles de ce catalogue incluent les initiales du catalogue CD, suivi de l'angle de déclinaison de l'étoile (tronqué, allant ainsi de -22 à -89), suivi d'un nombre. Par exemple, CD-45°13677.